# Слимакоїд кримський
Слимакої́д кри́мський, туру́н кри́мський, туру́н-слимакої́д кри́мський (Carabus (Procerus) scabrosus tauricus Bonelli, 1810) — ендемічний підвид жуків з родини турунів поширений виключно на території Кримського півострова.

## Опис
Довжина тіла до 52 мм (екземпляр у колекції С. А. Мосякина). Забарвлення різноманітне: від синього з перехідом до фіолетового до зеленого або майже чорного. Нижня сторона чорна, з металевим блиском. Надкрила й передньоспинка зморшкуваті, зернистої структури. Кримський турун утворює декілька форм, що відрізняються переважно забарвленням.

## Розповсюдження
Слимакоїд кримський — поширений на території Кримського півострова — у передгір'ях та гірських районах. Оскільки у 2014 році виділено ще один підвид цього виду Carabus (Procerus) scabrosus crimeanus Mazzi & Cavazzuti, 2014), ареал кожного з них вимагає уточнення. Тим більше, що популяція іншого підвиду знайдена поза межами Криму).

## Екологія
Жуки активні в різний час доби. Швидко бігають. Хижак, харчується наземними молюсками — в основному виноградним равликом. Поїдаючи равлика жуки не розгризають раковину, а виїдають молюска занурюючи голову й переднеспинку в устя раковини. Ситі жуки можуть зариватися в ґрунт на кілька днів. При небезпеці з кінця черевця викидає їдку буру рідину з різким запахом, що потрапивши в очі, може викликати різі й швидко минаючі кон'юнктивіти.
Типовими біотопами виступають кам'янисті схили з трав'янистою та чагарниковою рослинністю; сади, виноградники, парки; трапляються на багаторічних і високотравних культурах (троянда, лаванда, тютюн тощо), гірських букових та соснових лісах. Зимують імаго у ґрунті у лялечкових камерах. Жуки активні з весни до пізньої осені Зустрічаються вдень, на ніч ховаються у підстилку, під каміння, зариваються у ґрунт тощо. Самиця з кінця червня до початку жовтня відкладає 70-120 яєць.

## Життевий цикл

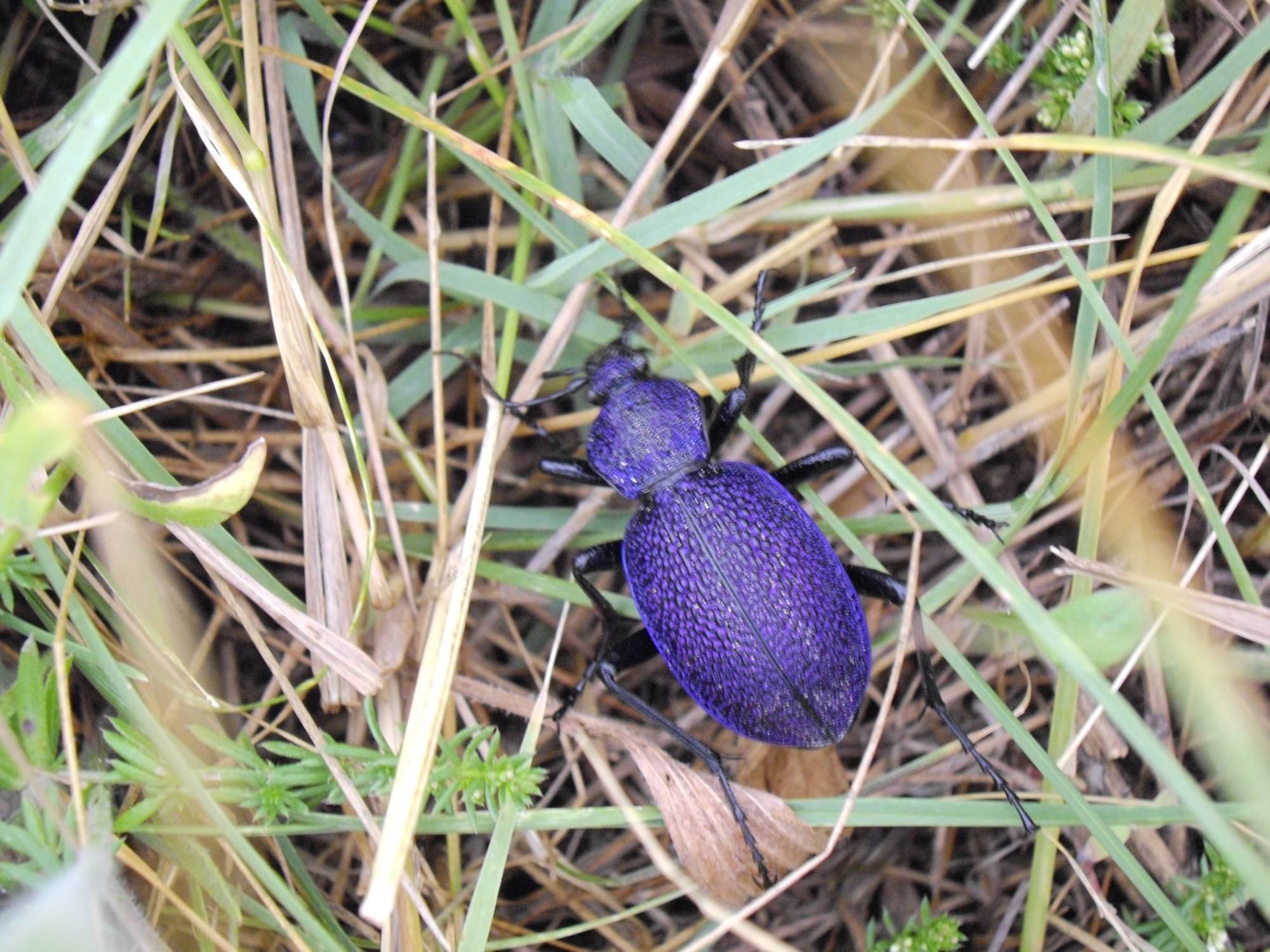

Самки відкладають яйця у ґрунт на глибину приблизно 2-3 см. Розвиток личинок дворічний (за іншими даними однорічний).

### Яйце
Яйця видовжені, еліптичні. Розмір щойновідкладених яєць: довжина — 9-9,2 мм, ширина — 3,8-4,2 мм, вага — 87-115 мг. Розміри яєць наприкінці ембріонального розвитку: довжина — 9,1-9,3 мм, ширина — 5,4-6 мм, вага — 160—165 мг. Ембріональний розвиток триває 13-14 діб.

### Личинка
Новонароджена личинка досягає в довжину 19 мм, а в ширину 6 мм, при вазі 160 мг. Через 10-12 годин личинка набуває звичної фіолетово-чорної пігментації. Через 30-40 годин личинка починає живитися.

### Імаго
Слимакоїд кримський належить до одних із найбільших жуків України — розміри коливаються в межах 4-5,5 см. Забарвлення тіла чорне із яскраво-металічним блиском верхньої сторони, здебільшого фіолетового, синього або зеленого кольорів. Надкрила вкриті грубою скульптурою — поздовжніми переривистими горбиками-реберцями.

## Чисельність
Чисельність зазнає коливання і частково пов'язана прямо з кількістю опадів і відповідно обсягом кормової бази, яку становлять наземні молюски. У вологі роки збільшується кількість виноградного равлика, пропорційно зростає й популяція кримського туруна. Чисельність скорочується через зменшення цілинних ділянок, окультурення лісових галявин, використання пестицидів, неконтрольованого виловлювання колекціонерами й відпочиваючими.

## Природоохоронний статус
Вид занесений до Червоної книги України — вразливий та Європейського Червоного списку (1991). Охороняється в заповідниках Криму.
Заходи щодо охорони: Заборона використання пестицидів у місцях перебування жуків, заборона вилову жуків.